# Vieille Tour (San Vincenzo)
La Vieille Tour (en italien : Torre Vecchia di Campiglia ou La Torraccia), est une ancienne tour côtière située dans la partie sud de la commune de San Vincenzo, dans la province de Livourne en Toscane,.
Elle se trouve au bout du Parc naturel côtier de Rimigliano.

## Historique
La tour de guet a été construite par les Pisans à l'époque médiévale, probablement entre les XIIe et XIIIe siècles, pour créer un système défensif le long de la partie sud du territoire de la république de Pise. La structure architecturale militaire a continué à remplir ses fonctions d'observation et de défense d'origine pendant des siècles, étant réaménagée vers le milieu du XVIe siècle par les Médicis pour améliorer son efficacité dans le nouveau système de défense côtière du grand-duché de Toscane. Cependant, les travaux de construction de la Torra Nuova ont commencé à la fin du XVIIe siècle et, une fois achevée, la structure militaire fut abandonnée au profit de la seconde, dont l'emplacement était considéré comme plus stratégique car situé juste à côté de la frontière avec la Principauté de Piombino. Utilisée plus tard comme entrepôt, la tour fut vendue à des particuliers dans la seconde moitié du XIXe siècle.

## Description
La dite « Vieille Tour » a un plan quadrangulaire, disposé sur trois niveaux, avec une base escarpée qui s'étend sur trois des quatre côtés. Les structures des murs extérieurs, recouverts de pierre, présentent certaines des fentes originales qui s'ouvrent à différentes hauteurs ; certaines fenêtres quadrangulaires permettent d'identifier de l'extérieur les niveaux internes correspondants. Dans la partie supérieure se trouvait une grande pièce qui permettait à l'origine de pointer les canons dont la tour était équipée en cas d'incursion et d'attaque ennemie.

## Galerie

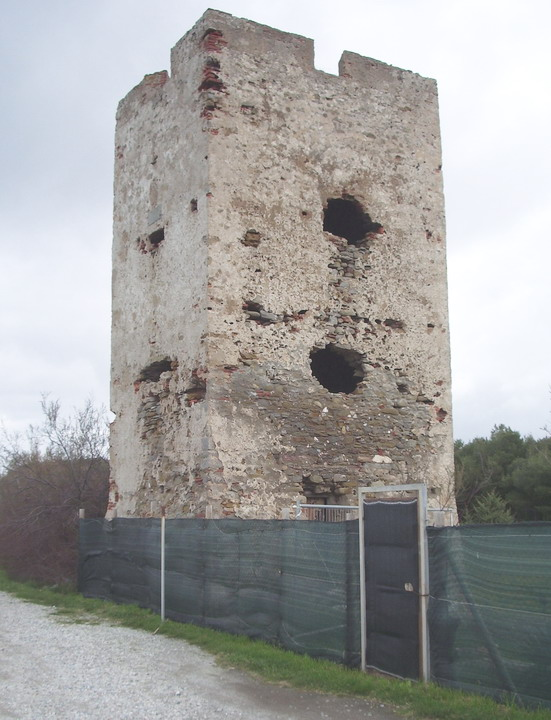
La tour avant sa restauration.
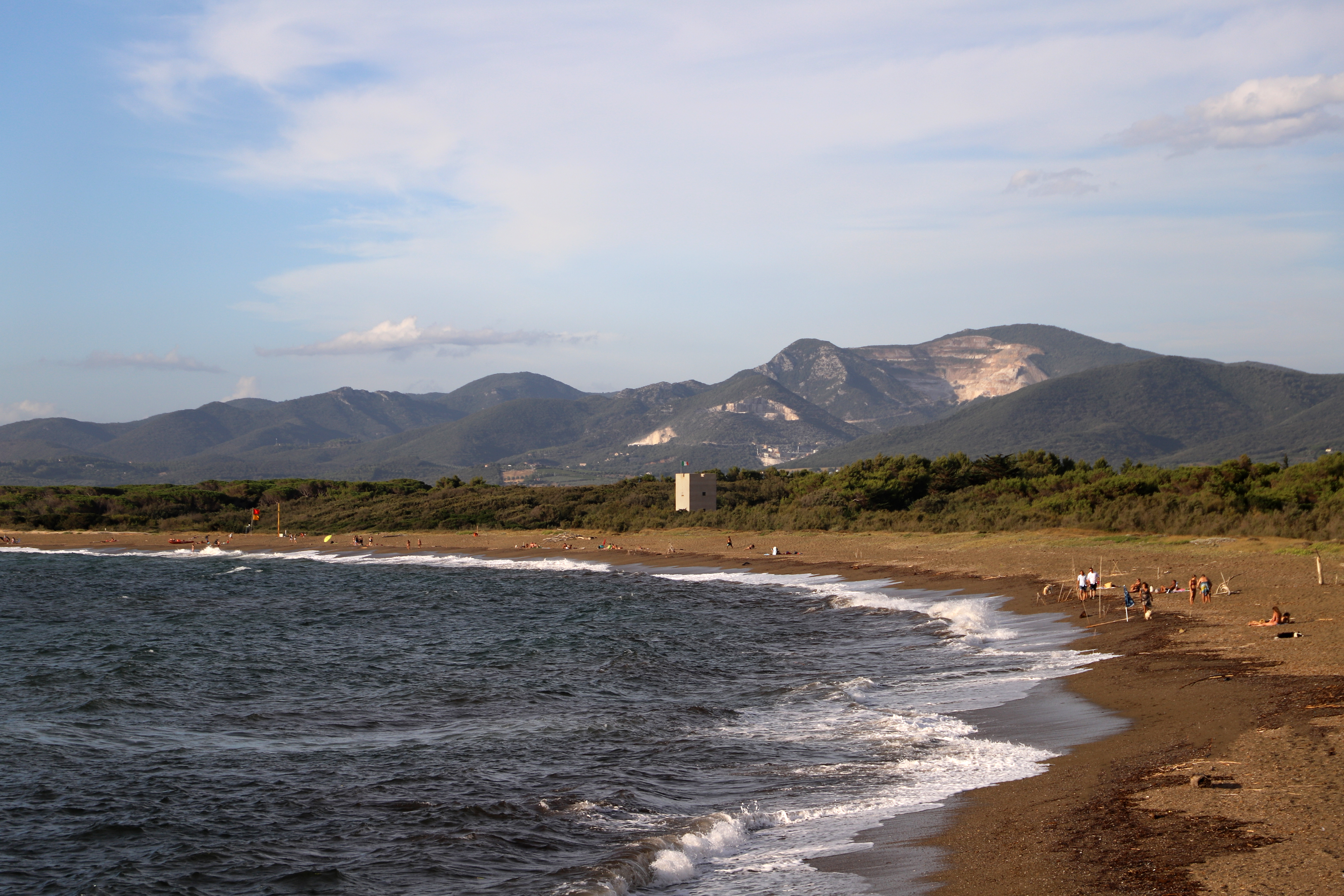
La tour vue de la mer.